# Bagno a Ripoli

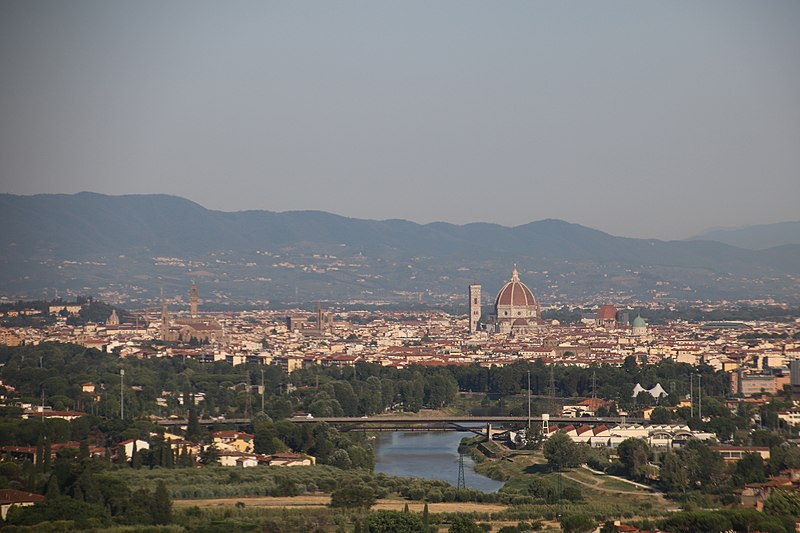
Vista de Florencia desde Bagno a Ripoli.

Bagno a Ripoli  es un distrito de la ciudad de Florencia, en la Toscana con 25.189 habitantes.

## Descripción
Es una fracción geográfica de la ciudad de Florencia que ocupa también unas porciones de las zonas del Chianti y el Valdarno superior, con un paisaje típicamente florentino con  viñedos,olivares, bosques extensos,Villas mediceas, castillos y fincas de grande tamaño para agroturismo y alojamiento turístico.Desde las localidades del Antella y Rimaggio se pueden ver unas vistas fantásticas de la capital toscana. 
Con el crecer de la capital toscana y Bagno a  Ripoli, se juntaron en una, al no existir un limite evidente con las fracciones de Ponte a Ema y Grassina.

## Historia
En el pre-renacimiento Bagno a Ripoli fue parte  de las 72 ligas, La Liga de Ripoli, que representaban el condado florentino. En la zona han sido descubiertas unas antiguas termas de la cuales se le dio el nombre inicial a la fracción.
El geógrafo y naturalista toscano Emanuele Repetti define en el 1833 este espacio como "el jardin mas exquisito,mas fructifero, con mas villas de los Medici, mas palacios fortificados,mas iglesias y fincas de la bella Florencia"

## Informaciones
Está en el buffer zone de la UNESCO de colinas florentinas,destacando por su producción de vino Chianti,aceite de oliva y arte de la cerámica. Cuenta con fincas renacentistas de grande tamaño adaptadas a agroturismo hotelero de calidad. 
Aquí se ubica la escuela primeria de La Escuela Internacional de Florencia.
Cuenta con el Viola Park, el complejo arquitectónico de entrenamiento de futbol para todos los equipos, masculinos y femeninos, de la ACF Fiorentina, siendo uno de los complejos deportivos más imponentes de Europa. 
En la vía de la Carota, Rimezzano, se localiza el importante Oratorio di Santa Caterina delle Ruote del siglo XIV. Muy cerca se encuentran los dos lugares más populosos de Ponte a Ema: Grassina y Antella .
La fracción florentina es conocida particularmente también, por ser el lugar de nacimiento de Gino Bartali, multi-campeón del mundo de ciclismo y partisano en la Segunda Guerra Mundial. (Museo del ciclismo Gino Bartali).
El puente sobre el río Ema, límite entre las localidades de Ponte a Ema y Campigliano, fue bombardeado y derribado durante la Segunda Guerra Mundial y más tarde reconstruido.

## Transportes
Dispone con varias líneas de autobuses que conectan con el centro de Florencia.
Actualmente está en construcción la línea metro-tramvia 3.2.1 que conectará Bagno a Ripoli hasta el centro de Florencia en 15 minutos.

## Ciudades hermanadas
- Alemania, Weiterstadt.
- Francia, La Garenne-Colombes

## Evolución demográfica
| Gráfica de evolución demográfica de Bagno a Ripoli entre 1861 y 2001 |
|                                                                      |
| Fuente ISTAT - Elaboración gráfica por parte de Wikipedia            |